# نهر بي دي
نهر بي دي هو نهر يقع في كارولينا بالولايات المتحدة. ينبع من جبال الأبلاش في ولاية كارولينا الشمالية حيث يُعرف مساره العلوي فوق مصب نهر أوهري باسم نهر يادكين. يصب النهر في خليج وينياه ثم في المحيط الأطلسي بالقرب من جورج تاون.
تشكل المقاطعات الشمالية الشرقية لساوث كارولينا منطقة بي دي في الولاية. بينما يتدفق بي دي في ساوث كارولينا في أعلى المنبع في ولاية كارولينا الشمالية، بنيت العديد من السدود عليه. يتسبب فتح وإغلاق هذه السدود في تقلبات دراماتيكية في عمق النهر في ولاية كارولينا الجنوبية. كان تقاسم المياه بين الدولتين محل جدل في بعض الأحيان لا سيما خلال فترات الجفاف.